# Gyronycha obscura
Gyronycha obscura är en skalbaggsart som beskrevs av Thomas Casey 1893. Gyronycha obscura ingår i släktet Gyronycha och familjen kortvingar. Inga underarter finns listade i Catalogue of Life.